# جوآن درو
 جوآن درو (انگلیسی: Joanne Dru؛ ۳۱ ژانویهٔ ۱۹۲۲ – ۱۰ سپتامبر ۱۹۹۶) هنرپیشه اهل ایالات متحده آمریکا بود. وی بین سال‌های ۱۹۴۶ تا ۱۹۸۰ میلادی فعالیت می‌کرد.
از فیلم‌هایی که وی در آن نقش داشته است، می‌توان به رودخانه سرخ و او یک روبان زرد بست ،  یک فیلم وسترن که در کنار جان وین به ایفای نقش پرداخته است و سوپرپلیس اشاره کرد.